# Goran Pandev
Goran Pandev (in macedone Горан Пандев?, ˈgɔran ˈpandɛf; Strumica, 27 luglio 1983) è un ex calciatore macedone con cittadinanza italiana, di ruolo centrocampista o attaccante.
Considerato il migliore calciatore macedone di tutti i tempi, dal 2013 detiene il record di marcature con la nazionale macedone (38), di cui è anche il primatista di presenze (122). Nella sua carriera agonistica, Pandev ha militato quasi esclusivamente in Italia, dove ha vestito diverse maglie: Spezia, Ancona, Lazio, Inter (con cui ha ottenuto i maggiori successi in carriera), Napoli, Genoa e Parma. In Italia ha vinto dieci trofei: uno scudetto, cinque Coppe Italia (di cui 4 consecutive), due Supercoppe italiane, una Champions League e una Coppa del mondo per club.
Detiene il record di vittorie del premio Calciatore macedone dell'anno (in campionati stranieri), titolo che gli è stato assegnato nel 2004, nel 2006, nel 2007, nel 2008, nel 2010 e nel 2020. Si trova inoltre ottantasettesimo nella classifica dei migliori marcatori della Serie A, con 101 centri in 493 partite.
È il secondo calciatore di movimento non italiano con più presenze nella storia della Serie A.

## Biografia
È sposato ed è padre di tre figli.
Nel 2010 ha fondato a Strumica l'Akademija Pandev, dapprima soltanto accademia giovanile, poi dal 2014 squadra senior, arrivata nel 2017 in Prva Liga, massima serie macedone. In essa milita il fratello Saško, di 4 anni più giovane.
Il 25 febbraio 2019 riceve la cittadinanza italiana.
Nell’ottobre del 2022, dopo essersi ritirato da un mese, diventa opinionista di DAZN.

## Caratteristiche tecniche
Seconda punta o trequartista di piede mancino ma abile anche con il destro, era dotato di tecnica, ottimo dribbling e discreto feeling con il gol. Era un attaccante che prediligeva farsi servire in area di rigore, dove poteva sfruttare le sue doti di tempismo, opportunismo e protezione della sfera spalle alla porta. Era inoltre molto abile nel mandare i suoi compagni a rete.

## Carriera

### Club

#### Gli esordi con Inter, Spezia e Ancona
La carriera professionistica di Pandev comincia a 16 anni, quando era già titolare della squadra della sua città, il Belasica. L'esperienza nel campionato macedone dura solo una stagione, dato che l'Inter lo porta in Italia nell'estate del 2001, investendo 250 000 euro.
Nella stagione 2001-2002 non scende mai in campo con la prima squadra, ma con la formazione Primavera vince il torneo di Viareggio a febbraio e il campionato Primavera a giugno. La squadra meneghina decide di cederlo a titolo di prestito allo Spezia: in Liguria raccoglie 22 presenze e mette a segno 4 gol nel campionato di Serie C1.
Nella stagione 2003-2004 l'Inter lo cede in prestito all'Ancona, neopromosso in massima serie. Con i marchigiani, oltre a esordire in Serie A nella partita Ancona-Siena disputata il 2 novembre 2003, Pandev colleziona 20 presenze e una rete segnata il 7 dicembre 2003 in trasferta contro il Bologna.

#### Lazio
Arrivato in comproprietà nel 2004 alla Lazio nell'ambito dell'affare che ha portato Dejan Stanković all'Inter, realizza il suo primo gol con la maglia biancoceleste in Coppa UEFA contro il Metalurh Donec'k nella gara in trasferta vinta per 3-0 il 16 settembre 2004. Nella stessa partita realizza il suo primo gol anche il compagno d'attacco Tommaso Rocchi, con cui si trova subito in sintonia. Il 28 novembre successivo segna il suo primo gol in campionato con i biancocelesti, nella sfida casalinga persa per 2-3 contro il Cagliari. Pandev si ripete nella gara successiva contro la Juventus, terminata con il punteggio di 2-1 per i bianconeri. Questo suo gol sarà ricordato dal giocatore macedone come uno dei più belli della sua intera carriera. La Lazio chiude la stagione al tredicesimo posto in classifica e Pandev totalizza 25 presenze e 3 reti.
(Goran Pandev)
Con l'arrivo del tecnico Delio Rossi nella stagione 2005-2006, Pandev diventa titolare fisso. Già dal primo impegno stagionale contro il Messina del 28 agosto 2005, l'attaccante macedone realizza il gol della vittoria che permettere alla Lazio di trionfare sugli avversari. Segna la sua prima doppietta in maglia biancoceleste nella partita vinta per 3-1 contro il Livorno del 15 aprile 2006. La Lazio chiude al sesto posto in classifica, ma a causa delle sentenze dovute a Calciopoli scende al sedicesimo posto. Pandev disputa 41 incontri stagionali, di cui 35 in campionato, e firma 11 reti.
Nella sessione estiva del calciomercato del 2006 la Lazio decide di acquistare a titolo definitivo l'intero cartellino del giocatore, trovando però l'opposizione dell'Udinese, che vorrebbe portarlo in Friuli-Venezia Giulia. L'acquisto si perfeziona a seguito dell'apertura delle buste con un'offerta di circa 4 milioni di euro. Inizia bene la stagione 2006-2007 segnando il gol decisivo nel primo turno di Coppa Italia contro il Rende. Il suo primo gol in campionato arriva il 5 novembre 2006, nella gara pareggiata 1-1 contro l'Empoli. A fine stagione, Pandev segna 11 gol in 33 partite di campionato contribuendo a portare la Lazio alla qualificazione in Champions League.
La nuova stagione comincia con il gol al primo impegno stagionale contro il Torino del 25 agosto 2007. Il giocatore macedone è protagonista anche in Champions League. Durante la fase a gironi del torneo, realizza una doppietta contro il Real Madrid all'Olimpico. Termina la stagione segnando 19 gol in 44 partite, 14 in campionato e 5 in 7 incontri di Champions.

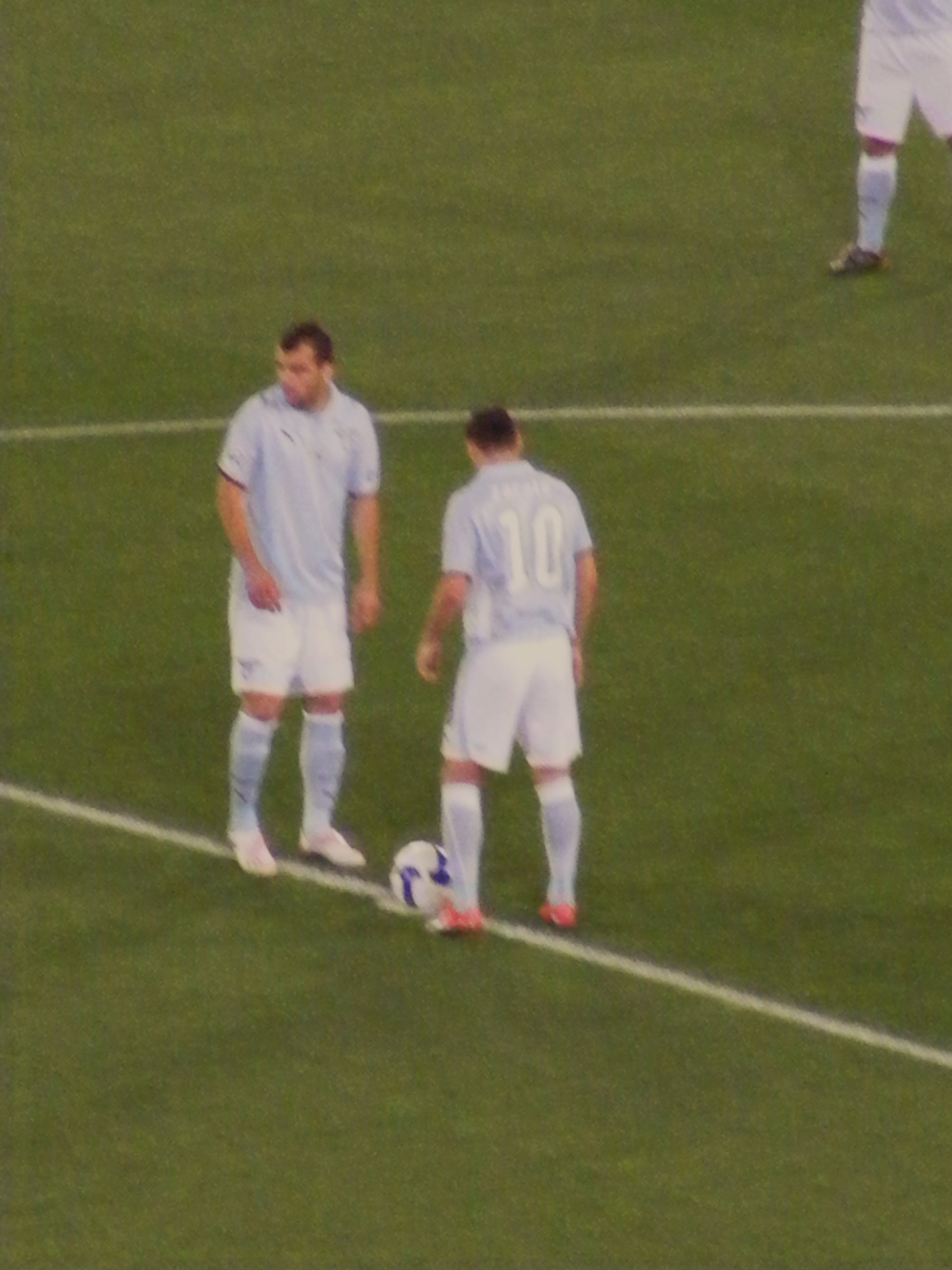
Mauro Zárate batte con Pandev (a sinistra) il calcio d'inizio della finale della Coppa Italia 2008-2009.

L'11 gennaio 2009, alla prima partita dell'anno, realizza la sua prima tripletta in Serie A contro la Reggina in una partita finita 2-3. Pandev è stato uno dei protagonisti della vittoria della Lazio della Coppa Italia 2008-2009, dove si è laureato capocannoniere mettendo a segno 6 reti: due al Benevento (5-1), una contro Atalanta (2-0), Milan (1-2), Torino (3-1) e Juventus (2-1), quest'ultima sconfitta in semifinale. Ha raggiunto quota 64 gol con la maglia biancoceleste, a pari merito con Renzo Garlaschelli, risultando così il settimo giocatore più prolifico nella storia del club e il primo invece per quanto riguarda i giocatori stranieri. Dopo la stagione 2008-2009 viene messo fuori rosa a causa di alcune lamentele riguardo al mancato rinnovo del contratto. La Lazio vince la Supercoppa italiana 2009 (2-1 sull'Inter), ma Pandev non è nemmeno convocato per la competizione. A seguito dei rifiuti di Lotito di rescindere il contratto, il giocatore minaccia anche di adire le vie legali per perseguire il suo scopo, ossia lasciare la Lazio. Il 23 dicembre 2009 viene accolto il ricorso di Pandev al collegio arbitrale della Lega Calcio. Il giocatore riesce così a svincolarsi, mentre la Lazio viene condannata a pagare un risarcimento danni di 160.000 euro al macedone, più le spese processuali.
In cinque stagioni con la maglia della Lazio ha giocato complessivamente 159 partite segnando 48 gol e ha vinto una Coppa Italia.

#### Ritorno all'Inter
Il 4 gennaio 2010 firma un quinquennale da € 3 milioni di annui (a salire) con l'Inter, già sua ex squadra. Sotto la guida di José Mourinho, il 6 gennaio esordisce in campionato nella partita Chievo-Inter (0-1). Segna il suo primo gol con la maglia dell'Inter il 16 gennaio 2010, contro il Bari (2-2), e replica il 24 gennaio successivo nel derby contro il Milan, siglando su punizione la rete del definitivo 2-0, derby concluso peraltro in nove uomini a causa delle espulsioni di Sneijder e Lúcio. Il 7 febbraio segna il suo terzo e ultimo gol stagionale con l'Inter nella partita vinta 3-0 contro il Cagliari. Il 5 maggio si aggiudica la Coppa Italia contro la Roma, vincendo così il suo primo titolo con la maglia nerazzurra e la seconda Coppa Italia consecutiva. Il 16, nella gara vinta per 0-1 contro il Siena, l'Inter vince lo scudetto (il primo personale per Pandev), chiudendo il campionato davanti alla Roma. Il 22 Pandev e l'Inter conquistano anche la Champions League. Pandev conclude la stagione con 3 gol in 27 partite, conquistando il treble classico con la squadra nerazzurra.
Con il nuovo allenatore Rafael Benítez, vince subito la Supercoppa italiana contro la Roma(quarto trofeo nel corso dell'anno): il macedone è autore, in chiusura di primo tempo, del momentaneo pareggio prima della doppietta di Samuel Eto'o. Il 18 dicembre, l'Inter si laurea campione del mondo sconfiggendo per 3-0 il TP Mazembe grazie anche a una sua rete. In campionato l'Inter arriva seconda, dietro al Milan.
Il 15 marzo 2011, in Bayern Monaco-Inter di Champions League, segna a due minuti dalla fine il decisivo gol del 3-2 che qualifica i nerazzurri ai quarti: sarà lui stesso a definirlo il gol più importante della sua carriera. Nella finale di Coppa Italia vinta per 3-1 sul Palermo, regala un assist a Diego Milito per la terza rete. In una stagione e mezza a Milano ha disputato 69 partite, segnando 8 gol (5 in campionato), e vinto sei trofei: uno scudetto, due Coppe Italia, una Supercoppa italiana, una Champions League e un Mondiale per club.

#### Napoli
Il 26 agosto 2011 passa, con la formula del prestito, al Napoli. Esordisce il 10 settembre, nella trasferta di Cesena vinta per 3-1 in cui colpisce la traversa. Segna le prime reti il 29 novembre, realizzando una doppietta nella gara pareggiata 3-3 contro la Juventus: in campionato colleziona 30 presenze e 6 gol. Il 20 maggio 2012 vince la Coppa Italia, dopo il 2-0 inflitto alla Juventus: risultato decisivo negli ottavi contro il Cesena, diviene il primo calciatore a centrare quattro successi - per di più consecutivi - nella competizione.
Il 6 giugno viene definitivamente acquistato dalla società partenopea per 7,5 milioni di euro
In seguito alla cessione di Ezequiel Lavezzi al Paris Saint-Germain, diviene titolare a supporto di Edinson Cavani nel 3-5-1-1 di Walter Mazzarri. Segna una rete in Supercoppa italiana contro la Juventus, nella sconfitta per 4-2. Durante la partita viene espulso per un insulto all’assistente arbitrale. Il 16 settembre, in Napoli-Parma di campionato, segna un gol e fornisce un assist a Lorenzo Insigne contribuendo alla vittoria partenopea (3-1). Gioca 33 incontri di campionato segnando 6 reti.
All'inizio della nuova stagione, Pandev ritrova l'allenatore Rafael Benítez, suo tecnico all'Inter. Il 28 settembre 2013, nella sesta giornata di campionato contro il Genoa, Pandev realizza una doppietta (primi gol stagionali per lui), contribuendo alla vittoria dei partenopei per 2-0. Il 20 marzo 2014 segna il suo primo gol in Europa League contro il Porto, fissando il temporaneo 1-0 per i partenopei (la partita terminerà 2-2, risultato che non permette al Napoli di accedere ai quarti di finale della competizione). Il 3 maggio 2014 vince la sua quinta Coppa Italia (la seconda con il Napoli) con un 3-1 ai danni della Fiorentina allo Stadio Olimpico di Roma.

#### Galatasaray

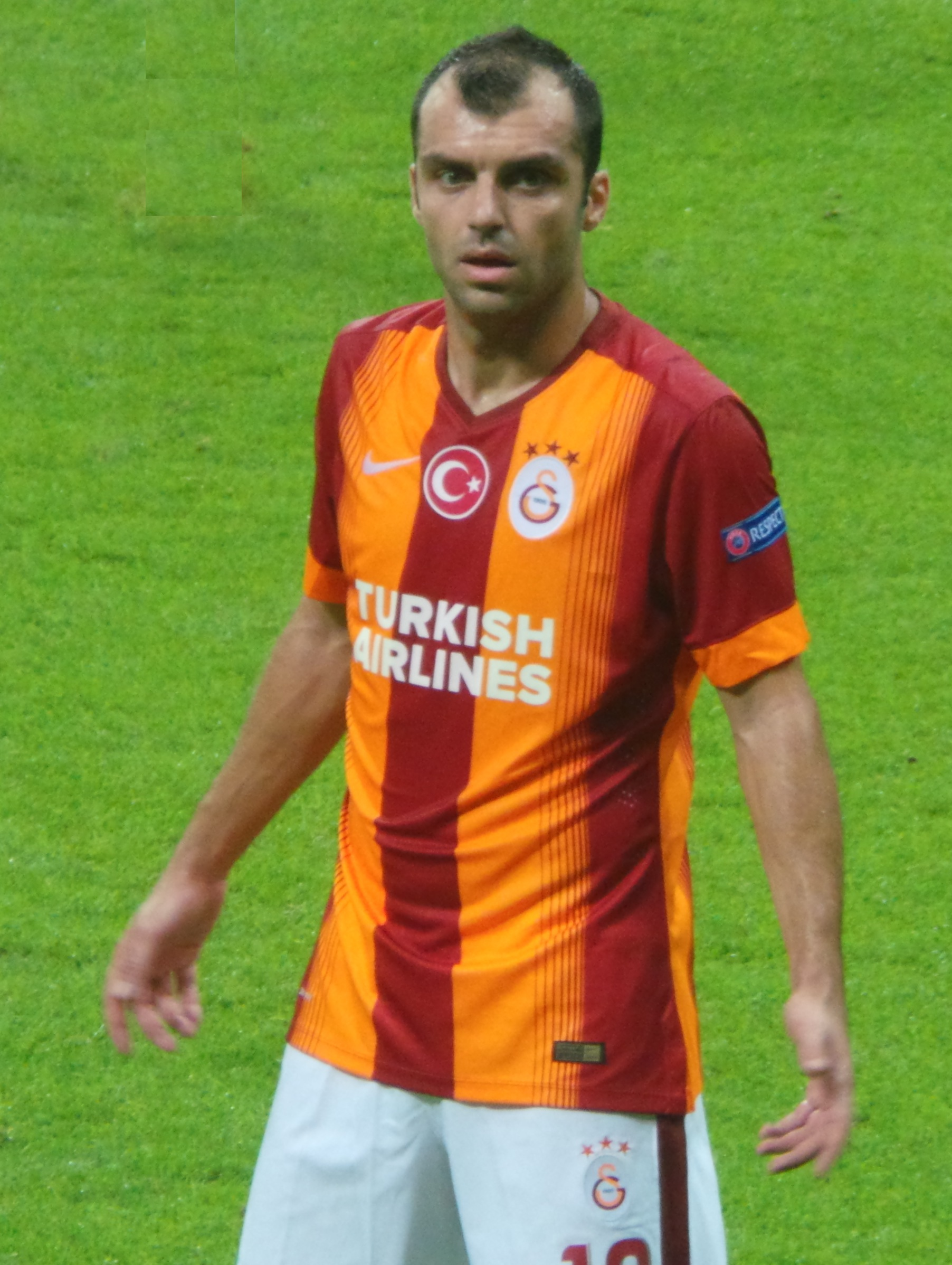
Pandev con la maglia del nel 2014.

Il 1º settembre 2014 passa a titolo definitivo ai turchi del Galatasaray, firmando un contratto annuale. Esordisce in campionato il 13 settembre seguente subentrando al 76' a Yılmaz in Galatasaray-Eskişehirspor, sfida pareggiata per 0-0. Tre giorni dopo esordisce in Champions League con la nuova maglia, giocando titolare per poi uscire nel secondo tempo la prima partita della fase a gironi pareggiata 1-1 contro l'Anderlecht. I primi gol con la maglia del Galatasaray arrivano il 16 dicembre, in Coppa di Turchia, contro il Balçova Belediyespor: segna una tripletta e contribuisce al successo della sua squadra per 6-1.

#### Genoa
Il 23 febbraio 2015 raggiunge un accordo con il Genoa, con cui firma un contratto valido a partire dalla stagione 2015-2016. Il 7 luglio viene ufficializzato il suo tesseramento da parte del club. Fa il suo esordio in maglia rossoblù il 23 agosto in occasione della sconfitta esterna per 1-0 alla prima giornata contro il Palermo.
La stagione successiva segna il suo primo gol con la maglia rossoblù il 12 agosto 2016 nel 3º turno di Coppa Italia contro il Lecce vinto 3-2. Si ripete il 1º dicembre con una doppietta nel 4º turno terminato 4-3 contro il Perugia. Segna il suo primo gol in Serie A con la maglia rossoblù il 15 aprile 2017 contro la Lazio (sua ex squadra), contribuendo al pareggio per 2-2.
L'anno dopo, prima con Jurić poi con Ballardini in panchina, gioca da titolare e colleziona complessivamente, tra campionato e Coppa Italia, 33 presenze e 5 gol contribuendo alla salvezza del club.
Nella stagione 2018-2019 parte ancora come punto fermo dell'attacco genoano; con il ritorno di Jurić alla guida della squadra trova meno spazio, venendo relegato in panchina. Anche con l'arrivo di Cesare Prandelli in panchina, Pandev continua a giocare da subentrato. Il 3 marzo 2019 gioca, contro il Frosinone, la sua 400ª partita in Serie A. Due settimane più tardi torna a segnare (non accadeva dal 2-0 al Chievo di settembre) nell'inatteso successo per 2-0 sulla Juventus capolista.
Nell'annata 2019-2020 è sempre titolare, complice anche il grave infortunio di Christian Kouamé. Nel gennaio 2020 annuncia che si ritirerà al termine della stagione, salvo poi tornare sui propri passi a causa della pandemia di COVID-19 e del conseguente rinvio del campionato d'Europa 2020. Conclude la stagione con 9 gol in campionato, che contribuiscono alla salvezza del club ligure, ottenuta all'ultima giornata a scapito del Lecce: per Pandev è la migliore performance realizzativa stagionale dal 2008.
Il 4 novembre 2020, in occasione del recupero della terza giornata di campionato contro il Torino, raggiunge il traguardo delle 450 presenze in Serie A. Il 21 aprile 2021, con una doppietta nel pareggio interno per 2-2 contro il Benevento, raggiunge quota 100 gol in Serie A (è il primo macedone ad aver raggiunto questa soglia in uno dei 5 maggiori campionati europei) mentre tre giorni dopo tocca quota 150 presenze in A con il Genoa in occasione del derby ligure vinto con lo Spezia per 2-0.
Inizialmente intenzionato a ritirarsi dall'attività dopo il campionato d'Europa 2020, il 13 agosto 2021 si svincola dal club; nelle settimane seguenti torna però sui propri passi, firmando un nuovo accordo coi rossoblù per la stagione 2021-2022. Il 20 novembre 2021 annuncia l'imminente ritiro al termine della stagione ancora in corso. Chiude l'annata senza segnare gol e termina così la sua esperienza con il Genoa dopo quasi sette anni di militanza, con 187 presenze e 32 reti.

#### Parma
Il 31 gennaio 2022 viene ceduto a titolo definitivo al Parma, in Serie B, legandosi al club ducale fino al termine della stagione. A 38 anni, il successivo 5 febbraio fa il suo esordio nel campionato cadetto contro il Benevento. Il 12 febbraio segna il suo unico gol con i parmensi, avviando la rimonta nel successo casalingo sul Pordenone per 4-1.
Rimasto svincolato dopo la scadenza del contratto con il Parma, il 22 settembre 2022 annuncia definitivamente il ritiro dall'attività agonistica all'età di 39 anni.

### Nazionale
(Mirsad Jonuz, ex ct della nazionale macedone)

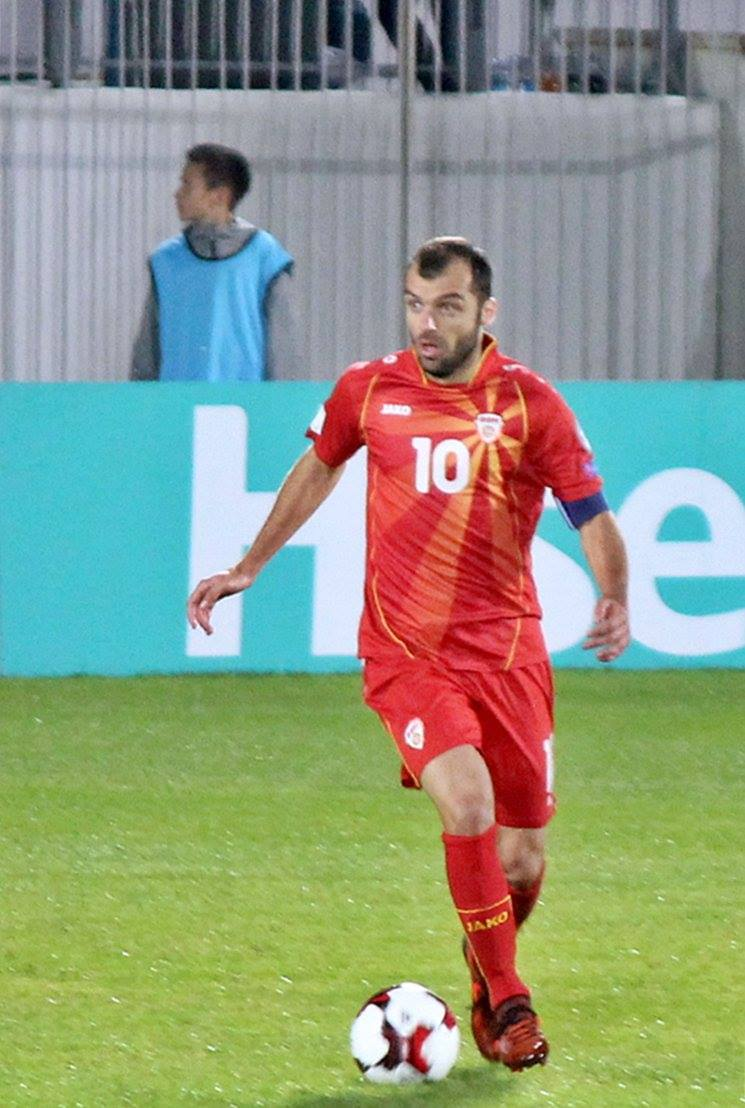
Goran Pandev con la maglia della Macedonia del Nord nel 2017.

Pandev ha esordito nella nazionale maggiore macedone il 21 agosto 2002, nella partita amichevole Macedonia-Malta (5-0), nella quale ha segnato una rete al quinto minuto di gioco. Considerato il giocatore tecnicamente più dotato della sua nazionale, ne è diventato il capitano e il leader indiscusso; è il primatista di presenze e il migliore marcatore della storia della selezione.
Il 18 agosto 2004 ha segnato un gol nella partita contro l'Armenia, valida per le qualificazioni al campionato mondiale di calcio 2006. Pandev si è dimostrato determinante anche nelle successive gare di qualificazione, andando ancora a segno contro i Paesi Bassi (2-2) il 9 ottobre successivo. Il 4 giugno 2005 ha realizzato la sua prima doppietta in nazionale, ai danni dell'Armenia. Pandev ha poi segnato un gol alla Rep. Ceca, incontro perso per 6-1, l'8 giugno successivo. Nonostante le prestazioni ottime dell'attaccante macedone, la nazionale non è riuscita a qualificarsi al campionato del mondo del 2006.
Nelle qualificazioni al campionato europeo di calcio 2008, Pandev è andato a segno nelle due gare contro Andorra. Pandev ha poi segnato un gol durante le qualificazioni al campionato mondiale di calcio 2010, su rigore nella partita persa per 1-2 contro i Paesi Bassi.
Il 12 agosto 2009 ha segnato una doppietta nel primo tempo dell'amichevole contro i campioni d'Europa in carica della Spagna, doppietta che ha portato la Macedonia in vantaggio di due gol, risultato poi ribaltato nel secondo tempo dagli spagnoli, vincenti per 3-2. Grazie a questi due gol, Pandev ha superato Gjorgji Hristov e si è issato al primo posto della classifica di marcature per la squadra macedone.
Nel 2013 ha annunciato il ritiro dalla nazionale, salvo poi ritornarci nel marzo 2016. Il 2 settembre 2017 è tornato a segnare nelle qualificazioni al campionato del mondo, mettendo a segno la rete dello 0-1 che ha consentito alla nazionale macedone di battere Israele.
Il 21 marzo 2019, nella partita contro la Lettonia valida per le qualificazioni a Euro 2020, ha tagliato il traguardo delle 100 presenze in nazionale, agganciando Goce Sedloski in vetta alla classifica di apparizioni con la selezione macedone. Nella gara successiva (pareggiata per 1-1 in trasferta con la Slovenia) ha superato Sedloski, diventando il primatista di presenze con la sua nazionale.
Il 12 novembre 2020, nello spareggio giocato a Tbilisi contro la Georgia, segna il gol della vittoria che permette alla Macedonia del Nord di qualificarsi per la prima volta a un campionato europeo.
Il 31 marzo 2021 segna uno dei due gol con cui la Macedonia del Nord batte per 2-1 la Germania a Duisburg, alla terza giornata delle qualificazioni europee al campionato del mondo 2022. Per i tedeschi è soltanto la terza sconfitta in 87 anni nelle qualificazioni a un campionato del mondo (le prime due erano arrivate contro il Portogallo nel 1985 e l'Inghilterra nel 2001).
Convocato per la fase finale del campionato d'Europa 2020, posticipato all'estate del 2021 a causa dello scoppio della pandemia di COVID-19, nella partita inaugurale del gruppo C, disputatasi il 13 giugno a Bucarest contro l'Austria e persa dai macedoni per 3-1, realizza il primo gol della Macedonia del Nord in un campionato europeo, diventando contestualmente il secondo marcatore più anziano nella storia del torneo, all'età di 37 anni e 321 giorni, alle spalle del primatista assoluto, l'austriaco Ivica Vastić. Il cammino alla rassegna continentale della Macedonia del Nord, tuttavia, si ferma ai gironi, a causa dell'ultimo posto. Il 21 giugno 2021 Pandev disputa la sua ultima partita in nazionale (la numero 122 con 38 gol segnati), quella persa contro i Paesi Bassi (3-0), venendo celebrato da avversari, tifosi e compagni di squadra.

## Statistiche
Goran Pandev, tra club, nazionale maggiore e nazionali giovanili, ha collezionato 788 partite segnando 188 reti, alla media di 0,25 reti a partita.

### Presenze e reti nei club
Statistiche aggiornate al 10 maggio 2022.
| Stagione        | Squadra         | Campionato      | Campionato | Campionato | Coppe nazionali | Coppe nazionali | Coppe nazionali | Coppe continentali | Coppe continentali | Coppe continentali | Altre coppe | Altre coppe | Altre coppe | Totale | Totale |
| Stagione        | Squadra         | Comp            | Pres       | Reti       | Comp            | Pres            | Reti            | Comp               | Pres               | Reti               | Comp        | Pres        | Reti        | Pres   | Reti   |
| --------------- | --------------- | --------------- | ---------- | ---------- | --------------- | --------------- | --------------- | ------------------ | ------------------ | ------------------ | ----------- | ----------- | ----------- | ------ | ------ |
| 2000-2001       | Belasica        | PL              | 18         | 6          | CM              | 0               | 0               | -                  | -                  | -                  | -           | -           | -           | 18     | 6      |
| 2001-2002       | Inter           | A               | 0          | 0          | CI              | 0               | 0               | -                  | -                  | -                  | -           | -           | -           | 0      | 0      |
| 2002-2003       | Spezia          | C1              | 22         | 4          | CI+CI-C         | 1+3             | 0+1             | -                  | -                  | -                  | -           | -           | -           | 26     | 5      |
| 2003-2004       | Ancona          | A               | 20         | 1          | CI              | 1               | 0               | -                  | -                  | -                  | -           | -           | -           | 21     | 1      |
| 2004-2005       | Lazio           | A               | 25         | 3          | CI              | 1               | 0               | CU                 | 4                  | 1                  | SI          | 0           | 0           | 30     | 4      |
| 2005-2006       | Lazio           | A               | 35         | 11         | CI              | 3               | 1               | Int                | 3                  | 0                  | -           | -           | -           | 41     | 12     |
| 2006-2007       | Lazio           | A               | 36         | 11         | CI              | 3               | 3               | -                  | -                  | -                  | -           | -           | -           | 39     | 14     |
| 2007-2008       | Lazio           | A               | 32         | 14         | CI              | 5               | 0               | UCL                | 7                  | 5                  | -           | -           | -           | 44     | 19     |
| 2008-2009       | Lazio           | A               | 31         | 9          | CI              | 6               | 6               | -                  | -                  | -                  | -           | -           | -           | 37     | 15     |
| lug.-dic. 2009  | Lazio           | A               | -          | -          | CI              | -               | -               | UEL                | -                  | -                  | SI          | -           | -           | -      | -      |
| Totale Lazio    | Totale Lazio    | Totale Lazio    | 159        | 48         |                 | 18              | 10              |                    | 14                 | 6                  |             | 0           | 0           | 191    | 64     |
| gen.-giu. 2010  | Inter           | A               | 19         | 3          | CI              | 2               | 0               | UCL                | 6                  | 0                  | -           | -           | -           | 27     | 3      |
| 2010-2011       | Inter           | A               | 27         | 2          | CI              | 4               | 0               | UCL                | 7                  | 1                  | SI+SU+Cmc   | 1+1+2       | 1+0+1       | 42     | 5      |
| Totale Inter    | Totale Inter    | Totale Inter    | 46         | 5          |                 | 6               | 0               |                    | 13                 | 1                  |             | 4           | 2           | 69     | 8      |
| 2011-2012       | Napoli          | A               | 30         | 6          | CI              | 5               | 1               | UCL                | 7                  | 0                  | -           | -           | -           | 42     | 7      |
| 2012-2013       | Napoli          | A               | 33         | 6          | CI              | 1               | 0               | UEL                | 6                  | 0                  | SI          | 1           | 1           | 41     | 7      |
| 2013-2014       | Napoli          | A               | 29         | 7          | CI              | 3               | 0               | UCL+UEL            | 5+4                | 0+1                | -           | -           | -           | 41     | 8      |
| Totale Napoli   | Totale Napoli   | Totale Napoli   | 92         | 19         |                 | 9               | 1               |                    | 22                 | 1                  |             | 1           | 1           | 124    | 22     |
| 2014-2015       | Galatasaray     | SL              | 4          | 0          | CT              | 10              | 7               | UCL                | 3                  | 0                  | ST          | 0           | 0           | 17     | 7      |
| 2015-2016       | Genoa           | A               | 15         | 0          | CI              | 1               | 0               | -                  | -                  | -                  | -           | -           | -           | 16     | 0      |
| 2016-2017       | Genoa           | A               | 20         | 3          | CI              | 3               | 4               | -                  | -                  | -                  | -           | -           | -           | 23     | 7      |
| 2017-2018       | Genoa           | A               | 32         | 5          | CI              | 1               | 0               | -                  | -                  | -                  | -           | -           | -           | 33     | 5      |
| 2018-2019       | Genoa           | A               | 26         | 4          | CI              | 2               | 0               | -                  | -                  | -                  | -           | -           | -           | 28     | 4      |
| 2019-2020       | Genoa           | A               | 34         | 9          | CI              | 1               | 0               | -                  | -                  | -                  | -           | -           | -           | 35     | 9      |
| 2020-2021       | Genoa           | A               | 29         | 7          | CI              | 1               | 0               | -                  | -                  | -                  | -           | -           | -           | 30     | 7      |
| 2021-gen. 2022  | Genoa           | A               | 20         | 0          | CI              | 2               | 0               | -                  | -                  | -                  | -           | -           | -           | 22     | 0      |
| Totale Genoa    | Totale Genoa    | Totale Genoa    | 176        | 28         |                 | 11              | 4               |                    | -                  | -                  |             | -           | -           | 187    | 32     |
| gen.-giu. 2022  | Parma           | B               | 11         | 1          | CI              | -               | -               | -                  | -                  | -                  | -           | -           | -           | 11     | 1      |
| Totale carriera | Totale carriera | Totale carriera | 548        | 112        |                 | 59              | 23              |                    | 52                 | 8                  |             | 5           | 3           | 664    | 146    |

### Cronologia presenze e reti in nazionale
| Cronologia completa delle presenze e delle reti in nazionale ― Macedonia | Cronologia completa delle presenze e delle reti in nazionale ― Macedonia | Cronologia completa delle presenze e delle reti in nazionale ― Macedonia | Cronologia completa delle presenze e delle reti in nazionale ― Macedonia | Cronologia completa delle presenze e delle reti in nazionale ― Macedonia | Cronologia completa delle presenze e delle reti in nazionale ― Macedonia | Cronologia completa delle presenze e delle reti in nazionale ― Macedonia | Cronologia completa delle presenze e delle reti in nazionale ― Macedonia |
| Data                                                                     | Città                                                                    | In casa                                                                  | Risultato                                                                | Ospiti                                                                   | Competizione                                                             | Reti                                                                     | Note                                                                     |
| ------------------------------------------------------------------------ | ------------------------------------------------------------------------ | ------------------------------------------------------------------------ | ------------------------------------------------------------------------ | ------------------------------------------------------------------------ | ------------------------------------------------------------------------ | ------------------------------------------------------------------------ | ------------------------------------------------------------------------ |
| 6-6-2001                                                                 | Bursa                                                                    | Turchia                                                                  | 3 – 3                                                                    | Macedonia                                                                | Qual. Mondiali 2002                                                      | -                                                                        | 66’                                                                      |
| 21-8-2002                                                                | Skopje                                                                   | Macedonia                                                                | 5 – 0                                                                    | Malta                                                                    | Amichevole                                                               | 1                                                                        | 46’                                                                      |
| 8-9-2002                                                                 | Vaduz                                                                    | Liechtenstein                                                            | 1 – 1                                                                    | Macedonia                                                                | Qual. Euro 2004                                                          | -                                                                        | 69’                                                                      |
| 16-10-2002                                                               | Southampton                                                              | Inghilterra                                                              | 2 – 2                                                                    | Macedonia                                                                | Qual. Euro 2004                                                          | -                                                                        | 62’                                                                      |
| 29-3-2003                                                                | Skopje                                                                   | Macedonia                                                                | 0 – 2                                                                    | Slovacchia                                                               | Qual. Euro 2004                                                          | -                                                                        |                                                                          |
| 2-4-2003                                                                 | Losanna                                                                  | Portogallo                                                               | 1 – 0                                                                    | Macedonia                                                                | Amichevole                                                               | -                                                                        | 48’                                                                      |
| 20-8-2003                                                                | Prilep                                                                   | Macedonia                                                                | 3 – 1                                                                    | Albania                                                                  | Amichevole                                                               | 1                                                                        | 73’                                                                      |
| 6-9-2003                                                                 | Skopje                                                                   | Macedonia                                                                | 1 – 2                                                                    | Inghilterra                                                              | Qual. Euro 2004                                                          | -                                                                        | 47’                                                                      |
| 10-9-2003                                                                | Žilina                                                                   | Slovacchia                                                               | 1 – 1                                                                    | Macedonia                                                                | Qual. Euro 2004                                                          | -                                                                        | 73’                                                                      |
| 18-2-2004                                                                | Skopje                                                                   | Macedonia                                                                | 1 – 0                                                                    | Bosnia ed Erzegovina                                                     | Amichevole                                                               | 1                                                                        |                                                                          |
| 28-4-2004                                                                | Skopje                                                                   | Macedonia                                                                | 0 – 1                                                                    | Croazia                                                                  | Amichevole                                                               | -                                                                        |                                                                          |
| 11-6-2004                                                                | Tallinn                                                                  | Estonia                                                                  | 2 – 4                                                                    | Macedonia                                                                | Amichevole                                                               | 1                                                                        |                                                                          |
| 18-8-2004                                                                | Skopje                                                                   | Macedonia                                                                | 3 – 0                                                                    | Armenia                                                                  | Qual. Mondiali 2006                                                      | 1                                                                        |                                                                          |
| 4-9-2004                                                                 | Craiova                                                                  | Romania                                                                  | 2 – 1                                                                    | Macedonia                                                                | Qual. Mondiali 2006                                                      | -                                                                        |                                                                          |
| 9-10-2004                                                                | Skopje                                                                   | Macedonia                                                                | 2 – 2                                                                    | Paesi Bassi                                                              | Qual. Mondiali 2006                                                      | 1                                                                        | 88’                                                                      |
| 13-10-2004                                                               | Andorra la Vella                                                         | Andorra                                                                  | 1 – 0                                                                    | Macedonia                                                                | Qual. Mondiali 2006                                                      | -                                                                        |                                                                          |
| 17-11-2004                                                               | Skopje                                                                   | Macedonia                                                                | 0 – 2                                                                    | Rep. Ceca                                                                | Qual. Mondiali 2006                                                      | -                                                                        |                                                                          |
| 9-2-2005                                                                 | Skopje                                                                   | Macedonia                                                                | 0 – 0                                                                    | Andorra                                                                  | Qual. Mondiali 2006                                                      | -                                                                        |                                                                          |
| 4-6-2005                                                                 | Erevan                                                                   | Armenia                                                                  | 1 – 2                                                                    | Macedonia                                                                | Qual. Mondiali 2006                                                      | 2                                                                        |                                                                          |
| 8-6-2005                                                                 | Teplice                                                                  | Rep. Ceca                                                                | 6 – 1                                                                    | Macedonia                                                                | Qual. Mondiali 2006                                                      | 1                                                                        | 44’ 65’                                                                  |
| 17-8-2005                                                                | Skopje                                                                   | Macedonia                                                                | 0 – 3                                                                    | Finlandia                                                                | Qual. Mondiali 2006                                                      | -                                                                        | 32’                                                                      |
| 7-9-2005                                                                 | Tampere                                                                  | Finlandia                                                                | 5 – 1                                                                    | Macedonia                                                                | Qual. Mondiali 2006                                                      | -                                                                        | cap.                                                                     |
| 12-10-2005                                                               | Amsterdam                                                                | Paesi Bassi                                                              | 0 – 0                                                                    | Macedonia                                                                | Qual. Mondiali 2006                                                      | -                                                                        |                                                                          |
| 12-11-2005                                                               | Vaduz                                                                    | Liechtenstein                                                            | 1 – 2                                                                    | Macedonia                                                                | Amichevole                                                               | -                                                                        | 34’                                                                      |
| 1-3-2006                                                                 | Skopje                                                                   | Macedonia                                                                | 0 – 1                                                                    | Bulgaria                                                                 | Amichevole                                                               | -                                                                        |                                                                          |
| 16-8-2006                                                                | Tallinn                                                                  | Estonia                                                                  | 0 – 1                                                                    | Macedonia                                                                | Qual. Euro 2008                                                          | -                                                                        | 82’                                                                      |
| 6-9-2006                                                                 | Skopje                                                                   | Macedonia                                                                | 0 – 1                                                                    | Inghilterra                                                              | Qual. Euro 2008                                                          | -                                                                        |                                                                          |
| 7-10-2006                                                                | Manchester                                                               | Inghilterra                                                              | 0 – 0                                                                    | Macedonia                                                                | Qual. Euro 2008                                                          | -                                                                        | 83’                                                                      |
| 11-10-2006                                                               | Andorra la Vella                                                         | Andorra                                                                  | 0 – 3                                                                    | Macedonia                                                                | Qual. Euro 2008                                                          | 1                                                                        | 55’                                                                      |
| 7-2-2007                                                                 | Scutari                                                                  | Albania                                                                  | 0 – 1                                                                    | Macedonia                                                                | Amichevole                                                               | -                                                                        | 46’                                                                      |
| 24-3-2007                                                                | Zagabria                                                                 | Croazia                                                                  | 2 – 1                                                                    | Macedonia                                                                | Qual. Euro 2008                                                          | -                                                                        | 67’                                                                      |
| 2-6-2007                                                                 | Skopje                                                                   | Macedonia                                                                | 1 – 2                                                                    | Israele                                                                  | Qual. Euro 2008                                                          | -                                                                        | 55’                                                                      |
| 8-9-2007                                                                 | Mosca                                                                    | Russia                                                                   | 3 – 0                                                                    | Macedonia                                                                | Qual. Euro 2008                                                          | -                                                                        | 46’                                                                      |
| 17-10-2007                                                               | Skopje                                                                   | Macedonia                                                                | 3 – 0                                                                    | Andorra                                                                  | Qual. Euro 2008                                                          | 1                                                                        |                                                                          |
| 6-2-2008                                                                 | Skopje                                                                   | Macedonia                                                                | 1 – 1                                                                    | Serbia                                                                   | Amichevole                                                               | -                                                                        | 59’                                                                      |
| 26-3-2008                                                                | Zenica                                                                   | Bosnia ed Erzegovina                                                     | 2 – 2                                                                    | Macedonia                                                                | Amichevole                                                               | -                                                                        | 72’                                                                      |
| 26-5-2008                                                                | Reutlingen                                                               | Polonia                                                                  | 1 – 1                                                                    | Macedonia                                                                | Amichevole                                                               | -                                                                        | 61’                                                                      |
| 20-8-2008                                                                | Lussemburgo                                                              | Lussemburgo                                                              | 1 – 4                                                                    | Macedonia                                                                | Amichevole                                                               | 2                                                                        |                                                                          |
| 6-9-2008                                                                 | Skopje                                                                   | Macedonia                                                                | 1 – 0                                                                    | Scozia                                                                   | Qual. Mondiali 2010                                                      | -                                                                        | 63’ 83’                                                                  |
| 10-9-2008                                                                | Skopje                                                                   | Macedonia                                                                | 1 – 2                                                                    | Paesi Bassi                                                              | Qual. Mondiali 2010                                                      | 1                                                                        |                                                                          |
| 15-10-2008                                                               | Reykjavík                                                                | Islanda                                                                  | 1 – 0                                                                    | Macedonia                                                                | Qual. Mondiali 2010                                                      | -                                                                        |                                                                          |
| 19-11-2008                                                               | Podgorica                                                                | Montenegro                                                               | 2 – 1                                                                    | Macedonia                                                                | Amichevole                                                               | -                                                                        | 46’                                                                      |
| 11-2-2009                                                                | Adalia                                                                   | Macedonia                                                                | 1 – 1                                                                    | Moldavia                                                                 | Amichevole                                                               | 1                                                                        |                                                                          |
| 1-4-2009                                                                 | Amsterdam                                                                | Paesi Bassi                                                              | 4 – 0                                                                    | Macedonia                                                                | Qual. Mondiali 2010                                                      | -                                                                        |                                                                          |
| 6-6-2009                                                                 | Skopje                                                                   | Macedonia                                                                | 0 – 0                                                                    | Norvegia                                                                 | Qual. Mondiali 2010                                                      | -                                                                        |                                                                          |
| 10-6-2009                                                                | Skopje                                                                   | Macedonia                                                                | 2 – 0                                                                    | Islanda                                                                  | Qual. Mondiali 2010                                                      | -                                                                        |                                                                          |
| 12-8-2009                                                                | Skopje                                                                   | Macedonia                                                                | 2 – 3                                                                    | Spagna                                                                   | Amichevole                                                               | 2                                                                        | 79’                                                                      |
| 5-9-2009                                                                 | Glasgow                                                                  | Scozia                                                                   | 2 – 0                                                                    | Macedonia                                                                | Qual. Mondiali 2010                                                      | -                                                                        |                                                                          |
| 9-9-2009                                                                 | Oslo                                                                     | Norvegia                                                                 | 2 – 1                                                                    | Macedonia                                                                | Qual. Mondiali 2010                                                      | -                                                                        |                                                                          |
| 11-10-2009                                                               | Skopje                                                                   | Macedonia                                                                | 2 – 1                                                                    | Qatar                                                                    | Amichevole                                                               | 2                                                                        |                                                                          |
| 14-11-2009                                                               | Strumica                                                                 | Macedonia                                                                | 3 – 0                                                                    | Canada                                                                   | Amichevole                                                               | 2                                                                        |                                                                          |
| 18-11-2009                                                               | Teheran                                                                  | Iran                                                                     | 1 – 1                                                                    | Macedonia                                                                | Amichevole                                                               | 1                                                                        | 86’                                                                      |
| 3-3-2010                                                                 | Skopje                                                                   | Macedonia                                                                | 2 – 1                                                                    | Montenegro                                                               | Amichevole                                                               | 1                                                                        | 76’                                                                      |
| 11-8-2010                                                                | Ta' Qali                                                                 | Malta                                                                    | 1 – 1                                                                    | Macedonia                                                                | Amichevole                                                               | -                                                                        | cap.                                                                     |
| 3-9-2010                                                                 | Bratislava                                                               | Slovacchia                                                               | 1 – 0                                                                    | Macedonia                                                                | Qual. Euro 2012                                                          | -                                                                        | cap. 86’                                                                 |
| 7-9-2010                                                                 | Skopje                                                                   | Macedonia                                                                | 2 – 2                                                                    | Armenia                                                                  | Qual. Euro 2012                                                          | -                                                                        | cap.                                                                     |
| 9-2-2011                                                                 | Skopje                                                                   | Macedonia                                                                | 0 – 1                                                                    | Camerun                                                                  | Amichevole                                                               | -                                                                        | 46’                                                                      |
| 26-3-2011                                                                | Dublino                                                                  | Irlanda                                                                  | 2 – 1                                                                    | Macedonia                                                                | Qual. Euro 2012                                                          | -                                                                        | cap.                                                                     |
| 4-6-2011                                                                 | Skopje                                                                   | Macedonia                                                                | 0 – 2                                                                    | Irlanda                                                                  | Qual. Euro 2012                                                          | -                                                                        | cap.                                                                     |
| 10-8-2011                                                                | Baku                                                                     | Azerbaigian                                                              | 0 – 1                                                                    | Macedonia                                                                | Amichevole                                                               | 1                                                                        | cap.                                                                     |
| 2-9-2011                                                                 | Mosca                                                                    | Russia                                                                   | 1 – 0                                                                    | Macedonia                                                                | Qual. Euro 2012                                                          | -                                                                        | cap. 42’, 90’                                                            |
| 29-2-2012                                                                | Lussemburgo                                                              | Lussemburgo                                                              | 2 – 1                                                                    | Macedonia                                                                | Amichevole                                                               | -                                                                        | cap.                                                                     |
| 26-5-2012                                                                | Leiria                                                                   | Portogallo                                                               | 0 – 0                                                                    | Macedonia                                                                | Amichevole                                                               | -                                                                        | cap.                                                                     |
| 29-5-2012                                                                | Estoril                                                                  | Angola                                                                   | 0 – 0                                                                    | Macedonia                                                                | Amichevole                                                               | -                                                                        | cap. 46’                                                                 |
| 15-8-2012                                                                | Skopje                                                                   | Macedonia                                                                | 1 – 0                                                                    | Lituania                                                                 | Amichevole                                                               | 1                                                                        | cap.                                                                     |
| 7-9-2012                                                                 | Zagabria                                                                 | Croazia                                                                  | 1 – 0                                                                    | Macedonia                                                                | Qual. Mondiali 2014                                                      | -                                                                        | cap.                                                                     |
| 11-9-2012                                                                | Glasgow                                                                  | Scozia                                                                   | 1 – 1                                                                    | Macedonia                                                                | Qual. Mondiali 2014                                                      | -                                                                        | cap. 52’                                                                 |
| 12-10-2012                                                               | Skopje                                                                   | Macedonia                                                                | 1 – 2                                                                    | Croazia                                                                  | Qual. Mondiali 2014                                                      | -                                                                        | cap. 90’                                                                 |
| 6-2-2013                                                                 | Skopje                                                                   | Macedonia                                                                | 3 – 0                                                                    | Danimarca                                                                | Amichevole                                                               | 1                                                                        | cap. 65’                                                                 |
| 22-3-2013                                                                | Skopje                                                                   | Macedonia                                                                | 0 – 2                                                                    | Belgio                                                                   | Qual. Mondiali 2014                                                      | -                                                                        | cap.                                                                     |
| 26-3-2013                                                                | Bruxelles                                                                | Belgio                                                                   | 1 – 0                                                                    | Macedonia                                                                | Qual. Mondiali 2014                                                      | -                                                                        | cap.                                                                     |
| 14-8-2013                                                                | Skopje                                                                   | Macedonia                                                                | 2 – 0                                                                    | Bulgaria                                                                 | Amichevole                                                               | -                                                                        | cap. 59’                                                                 |
| 6-9-2013                                                                 | Skopje                                                                   | Macedonia                                                                | 2 – 1                                                                    | Galles                                                                   | Qual. Mondiali 2014                                                      | -                                                                        | cap. 45’                                                                 |
| 10-9-2013                                                                | Skopje                                                                   | Macedonia                                                                | 1 – 2                                                                    | Scozia                                                                   | Qual. Mondiali 2014                                                      | -                                                                        | cap.                                                                     |
| 11-10-2013                                                               | Cardiff                                                                  | Galles                                                                   | 1 – 0                                                                    | Macedonia                                                                | Qual. Mondiali 2014                                                      | -                                                                        | cap.                                                                     |
| 23-3-2016                                                                | Capodistria                                                              | Slovenia                                                                 | 1 – 0                                                                    | Macedonia                                                                | Amichevole                                                               | -                                                                        | cap. 46’                                                                 |
| 29-3-2016                                                                | Skopje                                                                   | Macedonia                                                                | 0 – 2                                                                    | Bulgaria                                                                 | Amichevole                                                               | -                                                                        | cap.                                                                     |
| 29-5-2016                                                                | Bad Erlach                                                               | Macedonia                                                                | 3 – 1                                                                    | Azerbaigian                                                              | Amichevole                                                               | 1                                                                        | cap. 73’                                                                 |
| 2-6-2016                                                                 | Skopje                                                                   | Macedonia                                                                | 1 – 3                                                                    | Iran                                                                     | Amichevole                                                               | -                                                                        | cap. 46’                                                                 |
| 5-9-2016                                                                 | Scutari                                                                  | Albania                                                                  | 2 – 1                                                                    | Macedonia                                                                | Qual. Mondiali 2018                                                      | -                                                                        | cap.                                                                     |
| 6-10-2016                                                                | Skopje                                                                   | Macedonia                                                                | 1 – 2                                                                    | Israele                                                                  | Qual. Mondiali 2018                                                      | -                                                                        | cap. 76’                                                                 |
| 9-10-2016                                                                | Skopje                                                                   | Macedonia                                                                | 2 – 3                                                                    | Italia                                                                   | Qual. Mondiali 2018                                                      | -                                                                        | cap.                                                                     |
| 12-11-2016                                                               | Granada                                                                  | Spagna                                                                   | 4 – 0                                                                    | Macedonia                                                                | Qual. Mondiali 2018                                                      | -                                                                        | cap. 60’                                                                 |
| 24-3-2017                                                                | Vaduz                                                                    | Liechtenstein                                                            | 0 – 3                                                                    | Macedonia                                                                | Qual. Mondiali 2018                                                      | -                                                                        | cap.                                                                     |
| 28-3-2017                                                                | Skopje                                                                   | Macedonia                                                                | 3 – 0                                                                    | Bielorussia                                                              | Amichevole                                                               | 2                                                                        | cap. 73’                                                                 |
| 5-6-2017                                                                 | Skopje                                                                   | Macedonia                                                                | 0 – 0                                                                    | Turchia                                                                  | Amichevole                                                               | -                                                                        | cap. 71’                                                                 |
| 11-6-2017                                                                | Skopje                                                                   | Macedonia                                                                | 1 – 2                                                                    | Spagna                                                                   | Qual. Mondiali 2018                                                      | -                                                                        | cap. 35’                                                                 |
| 2-9-2017                                                                 | Haifa                                                                    | Israele                                                                  | 0 – 1                                                                    | Macedonia                                                                | Qual. Mondiali 2018                                                      | 1                                                                        | cap.                                                                     |
| 5-9-2017                                                                 | Skopje                                                                   | Macedonia                                                                | 1 – 1                                                                    | Albania                                                                  | Qual. Mondiali 2018                                                      | -                                                                        | cap.                                                                     |
| 6-10-2017                                                                | Torino                                                                   | Italia                                                                   | 1 – 1                                                                    | Macedonia                                                                | Qual. Mondiali 2018                                                      | -                                                                        | cap. 80’                                                                 |
| 9-10-2017                                                                | Skopje                                                                   | Macedonia                                                                | 4 – 0                                                                    | Liechtenstein                                                            | Qual. Mondiali 2018                                                      | -                                                                        | cap. 63’                                                                 |
| 11-11-2017                                                               | Skopje                                                                   | Macedonia                                                                | 2 – 0                                                                    | Norvegia                                                                 | Amichevole                                                               | 1                                                                        | cap. 68’                                                                 |
| 23-3-2018                                                                | Adalia                                                                   | Finlandia                                                                | 0 – 0                                                                    | Macedonia                                                                | Amichevole                                                               | -                                                                        | cap. 88’                                                                 |
| 27-3-2018                                                                | Adalia                                                                   | Azerbaigian                                                              | 1 – 1                                                                    | Macedonia                                                                | Amichevole                                                               | -                                                                        | cap. 46’                                                                 |
| 6-9-2018                                                                 | Gibilterra                                                               | Gibilterra                                                               | 0 – 2                                                                    | Macedonia                                                                | UEFA Nations League 2018-2019 - 1º turno                                 | -                                                                        | cap. 46’                                                                 |
| 9-9-2018                                                                 | Skopje                                                                   | Macedonia                                                                | 2 – 0                                                                    | Armenia                                                                  | UEFA Nations League 2018-2019 - 1º turno                                 | 1                                                                        | cap. 69’                                                                 |
| 13-10-2018                                                               | Skopje                                                                   | Macedonia                                                                | 4 – 1                                                                    | Liechtenstein                                                            | UEFA Nations League 2018-2019 - 1º turno                                 | 1                                                                        | cap. 68’                                                                 |
| 16-10-2018                                                               | Erevan                                                                   | Armenia                                                                  | 4 – 0                                                                    | Macedonia                                                                | UEFA Nations League 2018-2019 - 1º turno                                 | -                                                                        | cap. 27’                                                                 |
| 16-11-2018                                                               | Vaduz                                                                    | Liechtenstein                                                            | 0 – 2                                                                    | Macedonia                                                                | UEFA Nations League 2018-2019 - 1º turno                                 | -                                                                        | cap. 49’                                                                 |
| 21-3-2019                                                                | Skopje                                                                   | Macedonia del Nord                                                       | 3 – 1                                                                    | Lettonia                                                                 | Qual. Euro 2020                                                          | -                                                                        | cap. 70’                                                                 |
| 24-3-2019                                                                | Lubiana                                                                  | Slovenia                                                                 | 1 – 1                                                                    | Macedonia del Nord                                                       | Qual. Euro 2020                                                          | -                                                                        | cap. 76’                                                                 |
| 7-6-2019                                                                 | Skopje                                                                   | Macedonia del Nord                                                       | 0 – 1                                                                    | Polonia                                                                  | Qual. Euro 2020                                                          | -                                                                        | cap. 85’                                                                 |
| 10-6-2019                                                                | Skopje                                                                   | Macedonia del Nord                                                       | 1 – 4                                                                    | Austria                                                                  | Qual. Euro 2020                                                          | -                                                                        | cap.                                                                     |
| 5-9-2019                                                                 | Be'er Sheva                                                              | Israele                                                                  | 1 – 1                                                                    | Macedonia del Nord                                                       | Qual. Euro 2020                                                          | -                                                                        | 69’                                                                      |
| 9-9-2019                                                                 | Riga                                                                     | Lettonia                                                                 | 0 – 2                                                                    | Macedonia del Nord                                                       | Qual. Euro 2020                                                          | 1                                                                        | cap. 75’                                                                 |
| 10-10-2019                                                               | Skopje                                                                   | Macedonia del Nord                                                       | 2 – 1                                                                    | Slovenia                                                                 | Qual. Euro 2020                                                          | -                                                                        | cap. 27’ 66’                                                             |
| 13-10-2019                                                               | Varsavia                                                                 | Polonia                                                                  | 2 – 0                                                                    | Macedonia del Nord                                                       | Qual. Euro 2020                                                          | -                                                                        | cap. 14’                                                                 |
| 19-11-2019                                                               | Skopje                                                                   | Macedonia del Nord                                                       | 1 – 0                                                                    | Israele                                                                  | Qual. Euro 2020                                                          | -                                                                        | cap. 79’                                                                 |
| 5-9-2020                                                                 | Skopje                                                                   | Macedonia del Nord                                                       | 2 – 1                                                                    | Armenia                                                                  | UEFA Nations League 2020-2021 - 1º turno                                 | -                                                                        | 61’                                                                      |
| 8-9-2020                                                                 | Tbilisi                                                                  | Georgia                                                                  | 1 – 1                                                                    | Macedonia del Nord                                                       | UEFA Nations League 2020-2021 - 1º turno                                 | -                                                                        | cap. 78’                                                                 |
| 8-10-2020                                                                | Skopje                                                                   | Macedonia del Nord                                                       | 2 – 1                                                                    | Kosovo                                                                   | Qual. Euro 2020                                                          | -                                                                        | cap. 80’                                                                 |
| 11-10-2020                                                               | Tallinn                                                                  | Estonia                                                                  | 3 – 3                                                                    | Macedonia del Nord                                                       | UEFA Nations League 2020-2021 - 1º turno                                 | 1                                                                        | 64’ cap.                                                                 |
| 14-10-2020                                                               | Skopje                                                                   | Macedonia del Nord                                                       | 1 – 1                                                                    | Georgia                                                                  | UEFA Nations League 2020-2021 - 1º turno                                 | -                                                                        | cap.                                                                     |
| 12-11-2020                                                               | Tbilisi                                                                  | Georgia                                                                  | 0 – 1                                                                    | Macedonia del Nord                                                       | Qual. Euro 2020                                                          | 1                                                                        | cap.                                                                     |
| 25-3-2021                                                                | Bucarest                                                                 | Romania                                                                  | 3 – 2                                                                    | Macedonia del Nord                                                       | Qual. Mondiali 2022                                                      | -                                                                        | cap. 45+1’ 78’                                                           |
| 28-3-2021                                                                | Skopje                                                                   | Macedonia del Nord                                                       | 5 – 0                                                                    | Liechtenstein                                                            | Qual. Mondiali 2022                                                      | -                                                                        | cap. 58’                                                                 |
| 31-3-2021                                                                | Duisburg                                                                 | Germania                                                                 | 1 – 2                                                                    | Macedonia del Nord                                                       | Qual. Mondiali 2022                                                      | 1                                                                        | cap. 77’ 90’                                                             |
| 1-6-2021                                                                 | Skopje                                                                   | Macedonia del Nord                                                       | 1 – 1                                                                    | Slovenia                                                                 | Amichevole                                                               | -                                                                        | cap. 70’                                                                 |
| 4-6-2021                                                                 | Skopje                                                                   | Macedonia del Nord                                                       | 4 – 0                                                                    | Kazakistan                                                               | Amichevole                                                               | -                                                                        | cap. 62’                                                                 |
| 13-6-2021                                                                | Bucarest                                                                 | Austria                                                                  | 3 – 1                                                                    | Macedonia del Nord                                                       | Euro 2020 - 1º turno                                                     | 1                                                                        | cap.                                                                     |
| 17-6-2021                                                                | Bucarest                                                                 | Ucraina                                                                  | 2 – 1                                                                    | Macedonia del Nord                                                       | Euro 2020 - 1º turno                                                     | -                                                                        | cap.                                                                     |
| 21-6-2021                                                                | Amsterdam                                                                | Macedonia del Nord                                                       | 0 – 3                                                                    | Paesi Bassi                                                              | Euro 2020 - 1º turno                                                     | -                                                                        | cap. 69’                                                                 |
| Totale                                                                   |                                                                          | Presenze (1º posto)                                                      | 122                                                                      |                                                                          | Reti (1º posto)                                                          | 38                                                                       |                                                                          |

### Record
Dati aggiornati al 2 aprile 2023.

#### Individuali
- Con la nazionale macedone detiene il record di presenze (122) e di marcature (38).[111]
- Primo calciatore ad aver vinto quattro edizioni consecutive della Coppa Italia, grazie alle vittorie con le casacche di Lazio, Inter e Napoli.[112]
- È il primo calciatore macedone ad aver realizzato più di 100 gol in uno dei principali campionati europei.[113]
- È il calciaore che ha vinto la Coppa Italia con il maggior numero di squadre (3, record condiviso con Romeo Benetti).

## Palmarès

### Club

#### Competizioni giovanili
- Campionato Primavera: 1

Inter: 2001-2002
- Torneo di Viareggio: 1

Inter: 2002

#### Competizioni nazionali
- Coppa Italia: 5

Lazio: 2008-2009
Inter: 2009-2010, 2010-2011
Napoli: 2011-2012, 2013-2014
- Supercoppa italiana: 1

Inter: 2010
- Campionato italiano: 1

Inter: 2009-2010
- Campionato turco: 1

Galatasaray: 2014-2015
- Coppa di Turchia: 1

Galatasaray: 2014-2015

#### Competizioni internazionali
- UEFA Champions League: 1

Inter: 2009-2010
- Coppa del mondo per club: 1

Inter: 2010

### Individuale
- Calciatore macedone dell'anno: 6 (record)

2004, 2006, 2007, 2008, 2010, 2020
- Capocannoniere della Coppa Italia: 2

2008-2009 (6 gol), 2016-2017 (4 gol, a pari merito con Borriello e Dybala)